# Bulgáriatelep

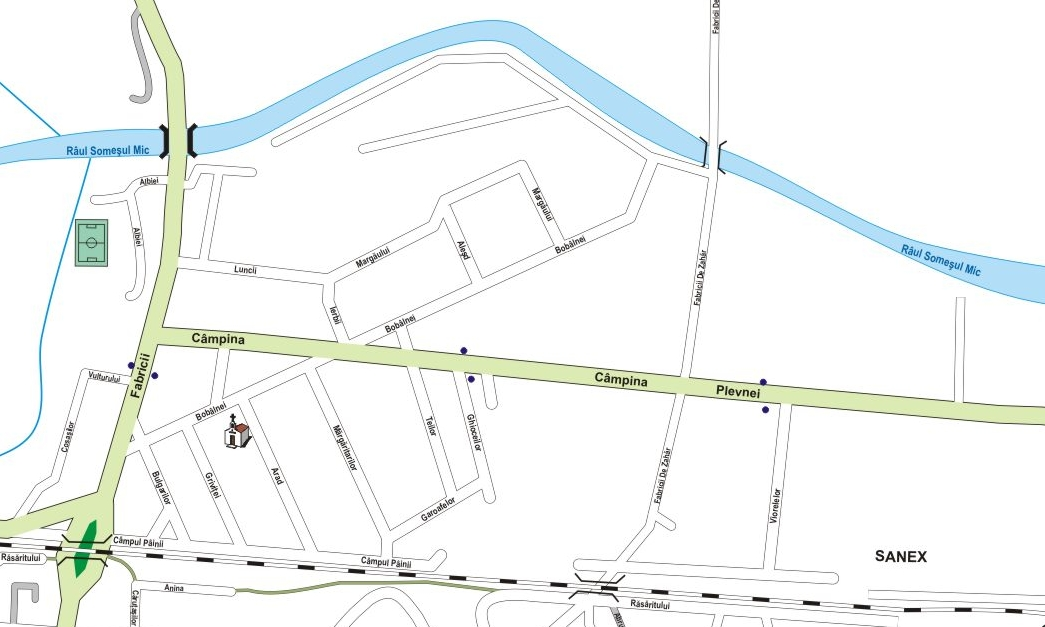
A Bulgáriatelep térképe

A Bulgáriatelep (románul Cartierul Bulgaria) Kolozsvár egyik városnegyede a város északi részében, az ipari övezetben. Az egyedüli külvárosi negyed a városban, amelyet a szocializmus időszakában a lakótelep-építések érintetlenül hagytak. 2018-ban (az Iriszteleppel együtt) a város kevésbé keresett lakóövezetének számított: a negyedben az átlagos ingatlanár négyzetméterenként 1093 euró volt, szemben a város 1287 euró/m2-es átlagával, illetve az 1417 euró/m2 maximális értékkel. Viszonylag kevés lakosa van, viszont számos ipari vállalatnak van itt a székhelye vagy telephelye.

## Neve
A telep kialakulása előtt a területet Berek, Postaberek, Postarét néven ismerték. A „berek” megnevezés a terület vizenyős, berkes voltára utal, a „postakert” illetve „postarét” megnevezéssel pedig a postamesternek kiutalt területet jelölték, ahol takarmányt termeszthetett a postalovak számára. Jelenlegi nevét az első világháború előtt itt telket bérelő és öntözéses gazdálkodást folytató bolgár kertészekről kapta.

## Fekvése és utcái
A város északi részén, a Malomárok két ága, a Szamos és a vasút által határolt területen helyezkedik el. A Széchenyi térről induló 36B és 36L autóbuszokkal, valamint a Monostori negyedből induló 52 és 52L autóbuszokkal közelíthető meg.
Fő utcája a telep kialakulásakor a János Zsigmond utca (Bábolna utca, str. Bobâlna) volt. Az 1970-es és 1980-as években a végében épült vállalatok miatt zsákutcává vált. A fő utca szerepét ezt követően a Szabolcs vezér út (str. Câmpina) vette át. A vasúti töltés vonalát követi a Kenyérmezei út (Str. Câmpul Pâinii), ebből indulnak a Szamos irányába a Bolgár (Bulgarilor), Honterus (Griviţei), Luther (Arad), Gyöngyvirág (Mărgăritarilor), Hársfa (Teilor) és Hóvirág (Ghioceilor) utcák.

## Története
A 19–20. század fordulóján a terület nem volt beépítve, legelők és rétek voltak rajta; ezen kívül homokot termeltek ki, és adtak el.
A 20. század első éveiben Bulgáriából jött kertészek béreltek itt földet, amelyet elkerítettek, kezdetleges öntözőberendezéssel látták el, és káposztát, hagymát, retket, paradicsomot, sárgarépát, tököt, karalábét termesztettek rajta. A kertészek nem telepedtek meg, csak tavasztól őszig tartózkodtak a városban, közben hazatértek Bulgáriába. Mintegy 15-20 bolgár család élt itt. A telepen egy malom is volt, Petkov malma, és a Téglás és Bábolna utcák sarkán kocsma és fűszerüzlet is létesült. 1908-ban a város jóváhagyta egy híd építését a Téglás utca (Str. Fabricii) végén, „különösen a gazdaközönség érdekeit véve figyelembe.” A hidat „hóhérok hídjának” is nevezték, mert a városi sintértelep szomszédságában létesítették.
Az 1920-as években kezdték kimérni a telkeket és kialakítani az utcákat; a családi házakban jellemzően munkások laktak. Utóbb hóstátiak is költöztek a telepre, de még sokáig tartották a rokoni kapcsolatot az anyahóstáttal. Becslések szerint az 1970-es években mintegy 206 hóstáti család élt a telepen. A bolgárok viszont lassan beolvadtak a magyar és román lakosságba. (A 2011-es népszámláláskor Kolozsváron 16 fő vallotta magát bolgárnak.) Pásztor Gyöngyi szociológus szerint a telepen még a 21. században is a városi átlagnál magasabb, 30-40% a magyar lakosság aránya; a negyed ortodox papja, Eugen Copaciu, ezzel szemben 30%-nyi román és többségi magyar lakosságról nyilatkozott.
Az első ipari vállalkozások között volt a telepen a Spáda-féle szappangyár a Malomárok torkolatánál, mellette pedig egy kefegyár.
1944. június 2-án, a város bombázásakor a telepre több bomba hullt: egy a Luther utcába, három a Kenyérmezei útra, egy a Téglás utcai iskola mellé, a sodronygyár elé.
2018-ban az Irisztelep és a Bulgáriatelep között új híd építését kezdték el, a régi hidat pedig felújítják a gyalogos- és kerékpáros forgalom számára. A létesítmény átadását 2019. novemberre tervezték.

## Templomai
A telep hóstáti, református felekezethez tartozó lakói az alsóvárosi gyülekezethez tartoztak, de már a 20. század elején is tartottak helyi istentiszteleteket azok számára, aki nehezen tudtak volna eljutni a kétágú templomba. Az 1970-es években egy magánházat vásároltak, amelyet kilencven személyes imaházzá alakítottak át. Maga a gyülekezet csak 1977. július 1-jével önállósult. 1991 és 1995 között Zakariás Attila tervei alapján négyszáz fős templomot építettek, amelyet 1995. június 15-én Csiha Kálmán avatott fel. A templom melletti gyülekezeti központban lelkészi és segédlelkészi lakás, ifjúsági terem, óvoda, gyülekezeti konyha és vendégszobák találhatóak. A gyülekezet létszáma 2006-ban mintegy 1800 fő volt.
A telepen levő római katolikus kápolna a kolozsvári Szent Péter-plébánia filiája.
2002-ben a román ortodox egyház egy 900 négyzetméteres telket kapott ingyenes használatra a várostól a Bábolna utcában templomépítés céljára. Az építkezést nem kezdték el, viszont felhúztak egy fatemplomot a vasútvonal mellett, a Kenyérmező utcában, egy olyan területen, ami nem állt az egyház tulajdonában. Ezt a 774 négyzetméteres telket 2013-ban kapták meg ingyenes használatra (az előző terület használati jogának visszavonása mellett), és letették az új templom alapkövét. Az új telek a városrendezési tervben építési tilalom alatt állt, így a templom építése 2016-ig nem kezdődhetett el.